# Straßenbahn Lourdes

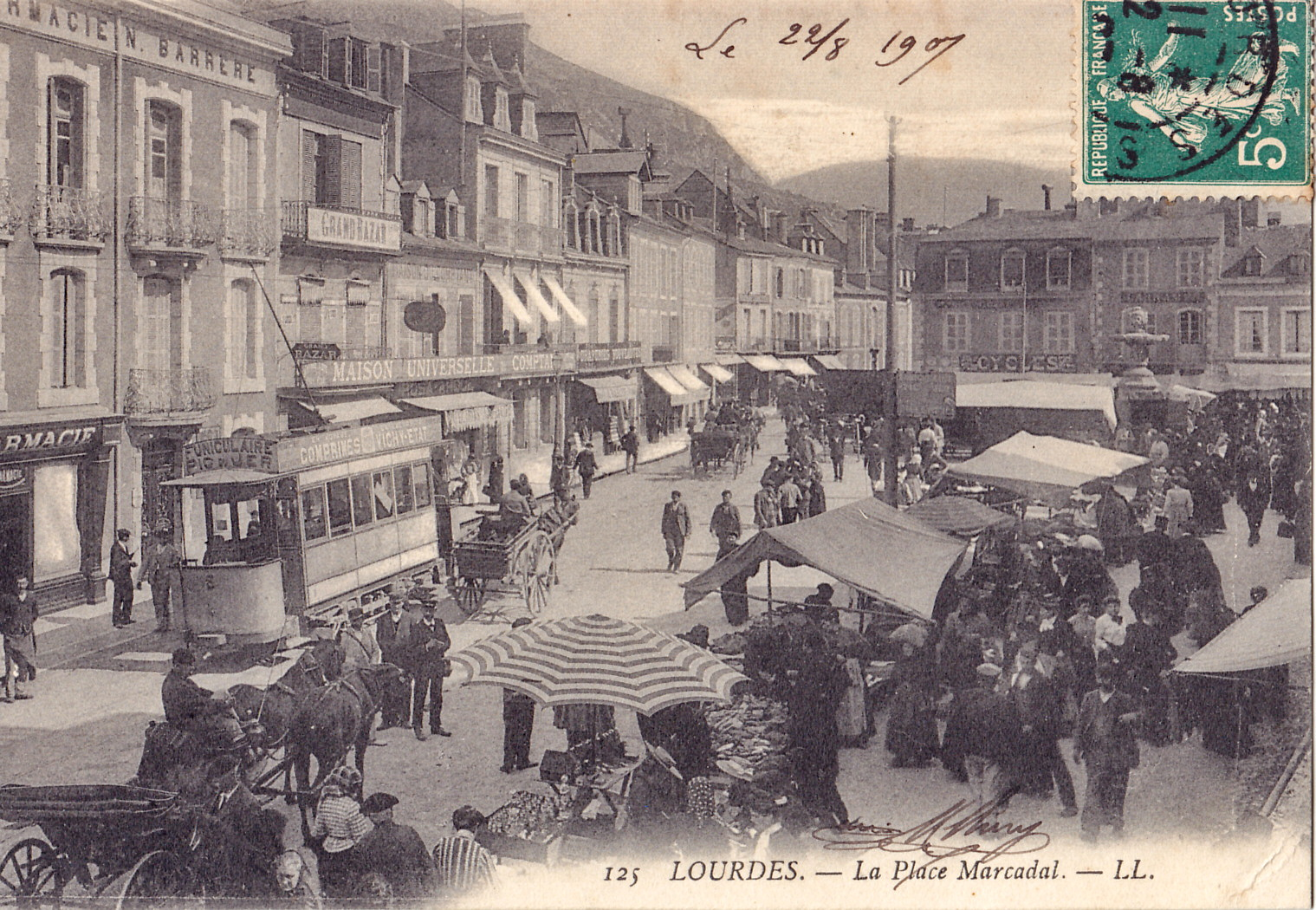
Postkarte mit Straßenbahn (1907)

Die elektrische Straßenbahn Lourdes (frz.: Tramway de Lourdes) wurde von der Compagnie des Tramways de Lourdes (CTL) am 1. August 1899 eröffnet. Das meterspurige Netz von drei Kilometern Länge wurde von drei Linien befahren, die am Bahnhof ihren Ausgangspunkt hatten.
Zwei Linien führten zu der im Westen der Stadt liegenden Basilika. Die nördliche Route benutzte den Boulevard de la Grotte und den Pont Neuf, die südliche die Chaussee Maransin, die Rue de la Grotte und den Pont Vieux. Jenseits des Flusses Gave de Pau vereinigten sie sich bis zum Endpunkt. Eine dritte Linie fuhr auf dem gleichen Weg wie die zweite in die Innenstadt bis zur Place Marcadal und dann weiter nach Süden bis zum Haltepunkt Soum der Südbahnlinie nach Pierrefitte-Nestalas. Dort konnte man in die Standseilbahn zum Pic de Jer umsteigen. Der Fahrzeugpark umfasste 20 Triebwagen und sechs Beiwagen.
Der Straßenbahnbetrieb wurde um 1930 eingestellt.